# Madera sintética
La madera sintética es un material fabricado a partir de residuos de madera y plásticos reciclados seleccionados, resultando en un material de mayor durabilidad y menor mantenimiento. También se conoce por este nombre a compuestos enteramente sintéticos cuyo acabado imita el aspecto de la madera natural. Los productos finales pueden ser empleados de la misma manera que la madera natural, principalmente para uso en exteriores, aceptando también y ambientes salinos.[cita requerida]
La composición de las diferentes maderas sintéticas es muy variable: las más frecuentes combinan plásticos como el PVC con madera en proporciones cercanas al 50%, mientras otras son un 100% plásticas.
Estos productos se distribuyen bajo diversas marcas comerciales registradas, como Fiberon, Timberdeck, Greendeck, Pandiro, etc.

## Tipos
En función del uso final, se pueden encontrar dos compuestos de madera de plástico reciclado:
- PLASTIC LUMBER; Madera 100% de plástico reciclado obtenida del reciclaje de HDPE (polietileno de alta densidad) y otros materiales termoplásticos.

- WOOD PLASTIC COMPOSITE (WPC): Combinación de restos de madera y plásticos reciclados.

Como suelo de exterior suele presentarse en forma de lamas, para ir instaladas sobre un entarimado (vigas de madera o rastreles) sobre el suelo o en baldosa, también llamadas losetas, para ser instalado directamente en el piso exterior.

## Características
El suelo de exterior composite destaca frente a otros tipos de suelos de exterior por tener una superficie firme, duradera y antideslizante. Requiere muy poco mantenimiento y en general, es muy resistente frente a las inclemencias del tiempo y el ataque de plagas de insectos xilófagos.
La madera de plástico reciclado presenta beneficios ecológicos por el aprovechamiento del reciclaje y la consiguiente reducción en la tala de árboles. Es un material con una durabilidad 5 veces mayor que la madera natural.[cita requerida], y no precisa mantenimiento, pinturas ni plaguicidas.